# Остащенко Тетяна Миколаївна
Тетяна Миколаївна Остащенко (нар. 4 серпня 1974, Львів) — українська військова фармацевт, колишня командувач Медичних сил ЗСУ (2021—2023), генерал-майор медичної служби, Заслужений працівник охорони здоров'я України (2022). 
Перша жінка яка отримала звання бригадного генерала, а також перша жінка яка очолила військово-медичне відомство у Збройних Силах України.

## Життєпис

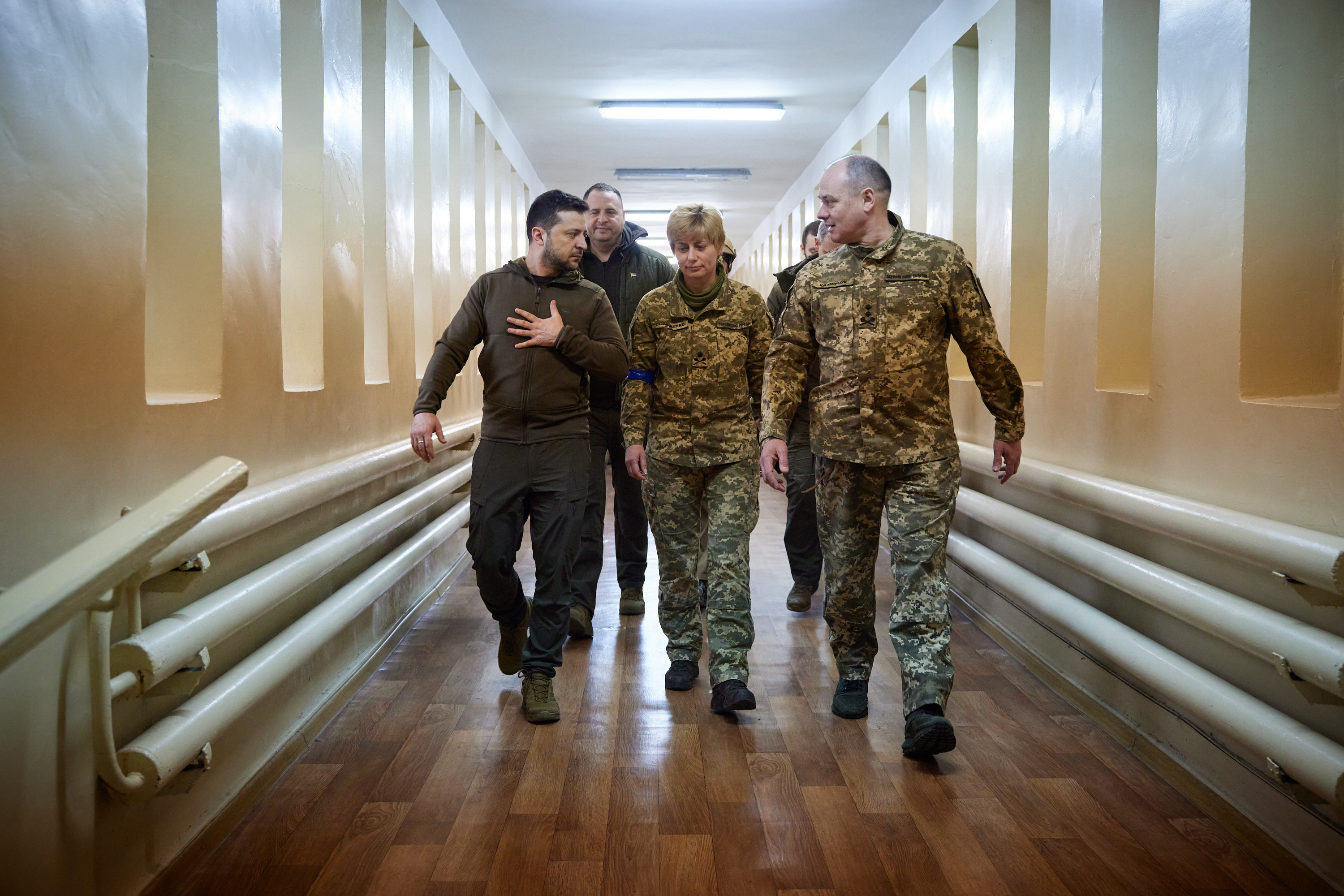
Тетяна з президентом України Зеленським та іншими відвідує поранених захисників України

Народилася 4 серпня 1974 року у Львові в родині військовослужбовця.
1996 року з відзнакою закінчила фармацевтичний факультет Львівського медичного університету. У 1998 році закінчила Українську військово-медичну академію.
З 1998 року проходила військову медичну службу на посадах начальниці аптеки військової частини, офіцера військово-медичного управління Західного оперативного командування, начальниці відділу медичного постачання Центрального військово-медичного управління Збройних Сил України, начальниці відділу Військово-медичного департаменту Міністерства оборони України та Головного управління військового співробітництва та миротворчих операцій Генерального штабу Збройних Сил України, начальниці управління медичного постачання Головного військово-медичного управління, Головного інспектора Головної інспекції Міністерства оборони України.
У 2020 році підвищувала оперативно-тактичний рівень освіти на низці курсів армій держав НАТО, а також закінчила курси реформування сектору оборони та безпеки і стратегічного лідерства у Кранфільдському університеті (Велика Британія). Крім того, у 2020 році Тетяна Остащенко отримала ступінь магістра з організації медичного забезпечення військ в Українській військово-медичній академії.
30 липня 2021 року призначена Командувачем Медичних сил ЗСУ. Тетяна Остащенко стала першою жінкою-командувачем окремого роду сил в історії Збройних сил України, а також першою жінкою — бригадним генералом.
19 листопада 2023 року звільнена з посади командувача Медичних сил ЗСУ указом Президента України. Її на посаді замінив Анатолій Казмірчук. 10 лютого 2024 року відправлено у відставку за станом здоров'я.
Наказом міністра оборони від 10 лютого 2024 року генерал-майора медичної служби Тетяну Остащенко звільнено з військової служби у відставку за станом здоров’я . 

## Військове звання
- Бригадний генерал медичної служби (24 серпня 2021 року)[12][13]
- Генерал-майор медичної служби (17 червня 2022)[14]

## Громадська діяльність
Входить до Поважної ради Громадської ініціативи «Орден святого Пантелеймона».

#### Декларація
- Остащенко Т.М// Е-декларація